# Quercus ilicifolia
Quercus ilicifolia, és una espècie del gènere Quercus dins de la família de les fagàcies. Està classificada en la secció dels roures vermells d'Amèrica del Nord, Centreamèrica i el nord d'Amèrica del Sud que tenen els estils llargs, les glans maduren en 18 mesos i tenen un sabor molt amarg. Les fulles solen tenir lòbuls amb les puntes afilades, amb truges o amb pues en el lòbul.

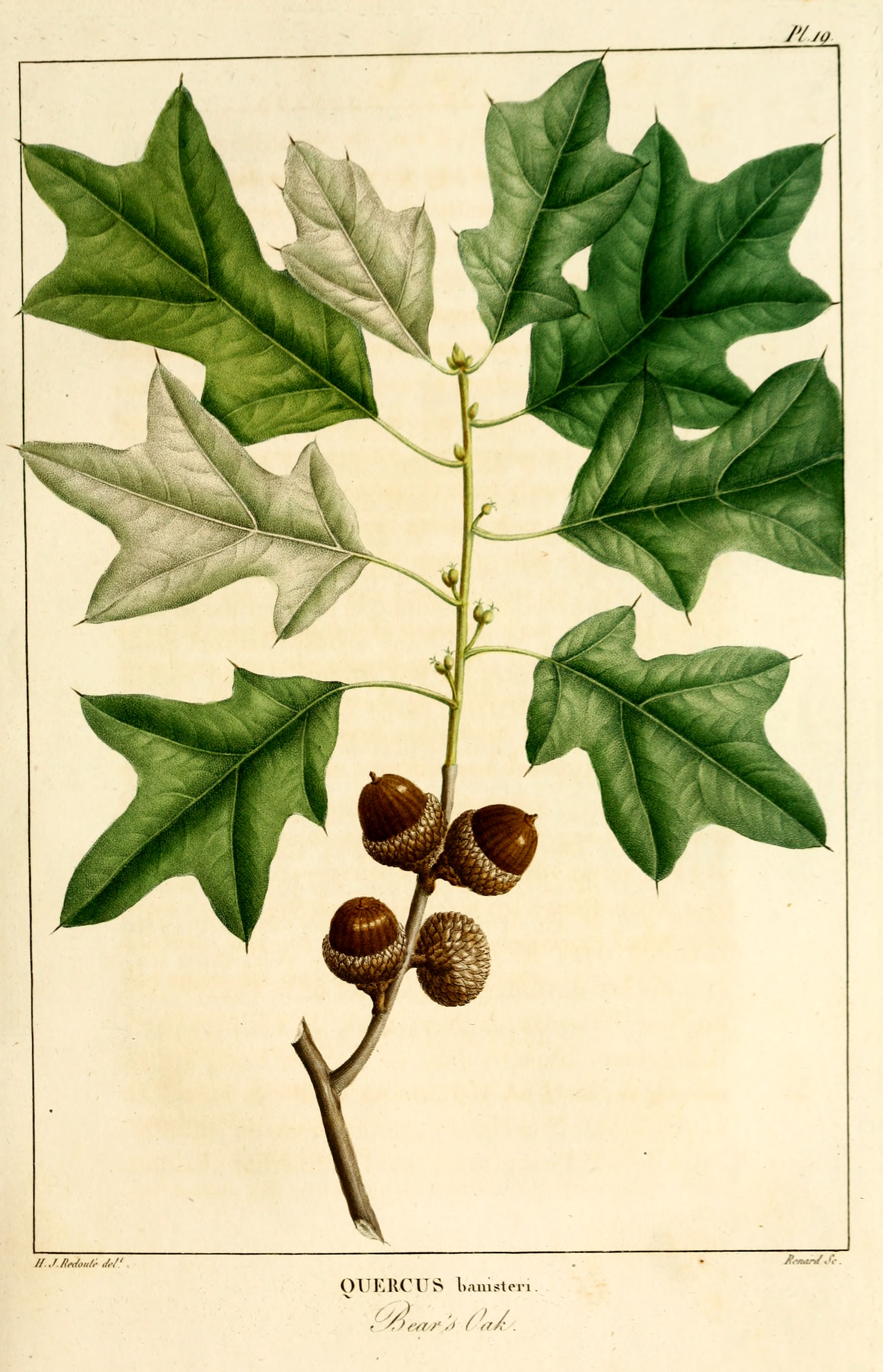
Il·lustració

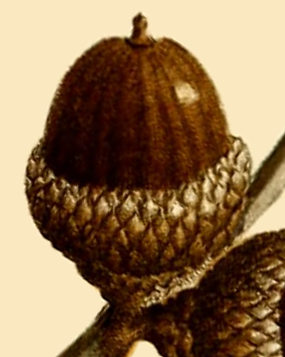
Il·lustració

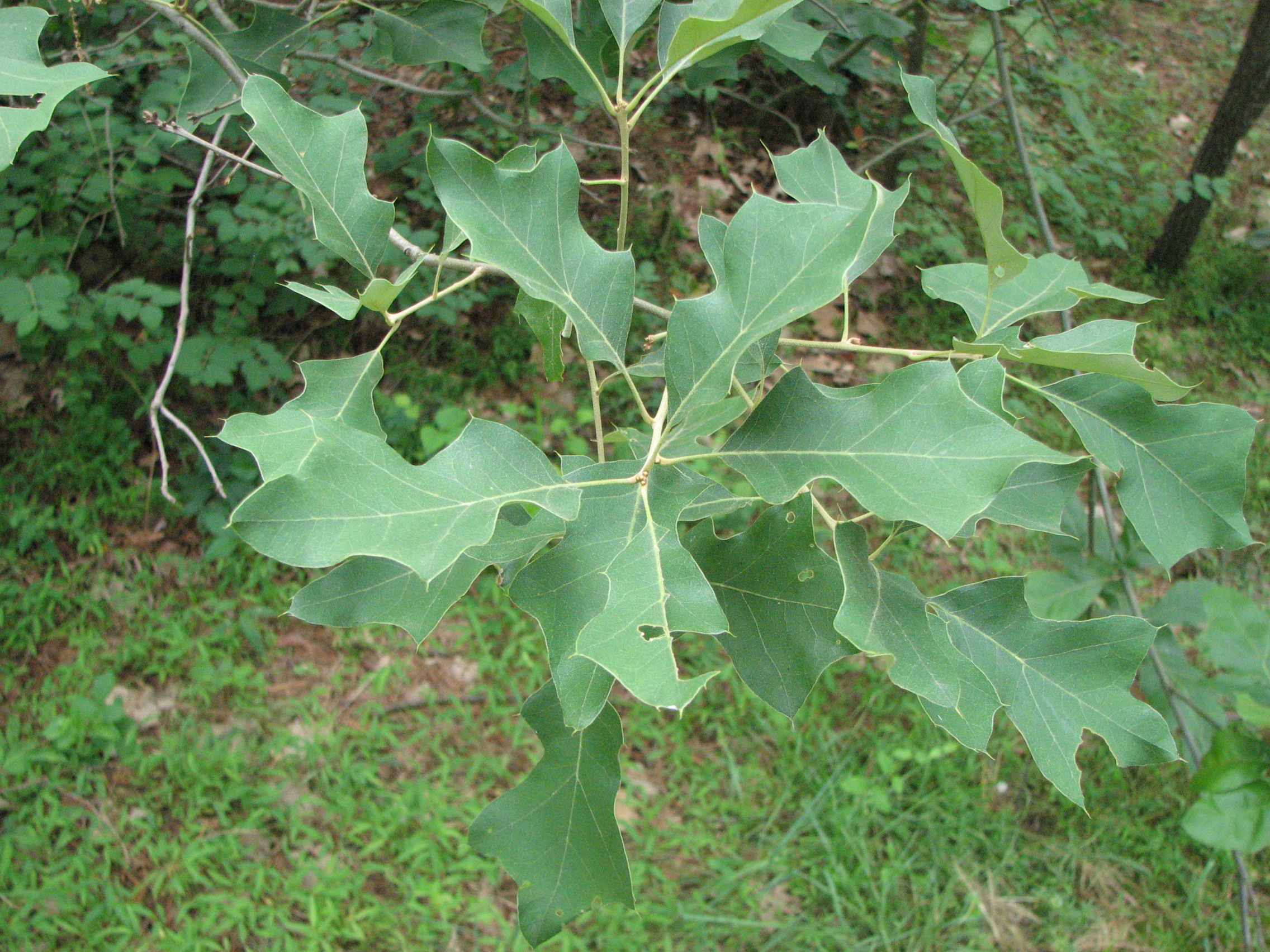
Fulles

## Distribució i hàbitat
És natiu del nord-est dels Estats Units i el sud-est del Canadà.

## Descripció
Aquest roure és un arbre de fulla caduca o arbust que assoleix una grandària de fins a 8 metres d'altura. Es tracta d'un arbre "llargarut" i pot formar un dens matoll. La planta creix a partir d'una gran arrel primària que pot ser de fins a 20 centímetres de gruix. L'arrel principal viu molt temps, amb la producció de diverses generacions de parts aèries. Les fulles estan disposades alternativament cadascuna de fins a 15 centímetres de llarg per 10 d'ample. L'espècie és monoica, amb plantes que porten tant aments masculins i flors femenines solitàries o agrupades. La gla en forma d'ou és d'1 a 2 centímetres de llarg amb una tapa en forma de platet. La planta es reprodueix sexualment per llavors i vegetativament per brotar noves tiges.

## Ecologia
Aquest roure és una espècie dominant de plantes en una sèrie de regions i tipus d'hàbitat. A Maine es pot trobar en els boscos de fulla caduca junt amb Acer rubrum, Betula populifolia i Populus tremuloides. A Massachusetts és codominant amb Gaylussacia baccata en els matolls de Nantucket i Martha's Vineyard. A Cape Cod s'associa amb Pinus rigida i Corema conradii. Es pot trobar en el pine Barrens de Nova Jersey i en hàbitat de pinedes a Long Island. També apareix en granit i gneis més al nord del Canadà. Aquest roure s'adapta a la pertorbació en l'hàbitat, com rastres de pólvora. Per tant, no tolera l'ombra i requereix pertorbació per esborrar i eliminar altres espècies de plantes perquè pugui rebre la llum solar. Brota prolíficament després que el foc cremi les seves parts aèries.
Aquesta planta proporciona aliment i refugi a moltes espècies animals. Els ossos consumeixen les glans, especialment quan es preparen per a la hibernació. El cérvol de Virgínia menja les glans, les tiges i les fulles. Existeixen molts tipus d'esquirols que guarden les glans. Moltes aus depenen d'elles; els galls dindis salvatges els prefereixen sobre altres tipus d'aliments. Un gran nombre d'espècies d'insectes viuen en la fusta de roure. Aquesta espècie de roure és la planta d'aliment principal pel 29% dels lepidòpters rars o en perill en el sud de Nova Anglaterra i el sud-est de Nova York.

## Taxonomia
Quercus ilicifolia va ser descrita per Friedrich Adam Julius von Wangenheim i publicat a ''Beytr.'' ''Teut. Forstwiss. 79, pl. 6, f. 17. 1787.
Etimologia
Quercus: nom genèric del llatí que designava igualment al roure i a l'alzina.
ilicifolia: epítet llatí que significa "amb les fulles d'Ilex"
Sinonímia

- Quercus banisteri Michx.
- Quercus discolor var. banisteri (Michx.) Spach
- Quercus ilicifolia var. georgiana A.Wood
- Quercus nana (Marshall) Sarg.
- Quercus nigra var. ilicifolia Kuntze
- Quercus nigra var. pumila Marshall
- Quercus pumila Sudw.
- Quercus rubra var. nana Marshall[6][7]